# DAB A/S

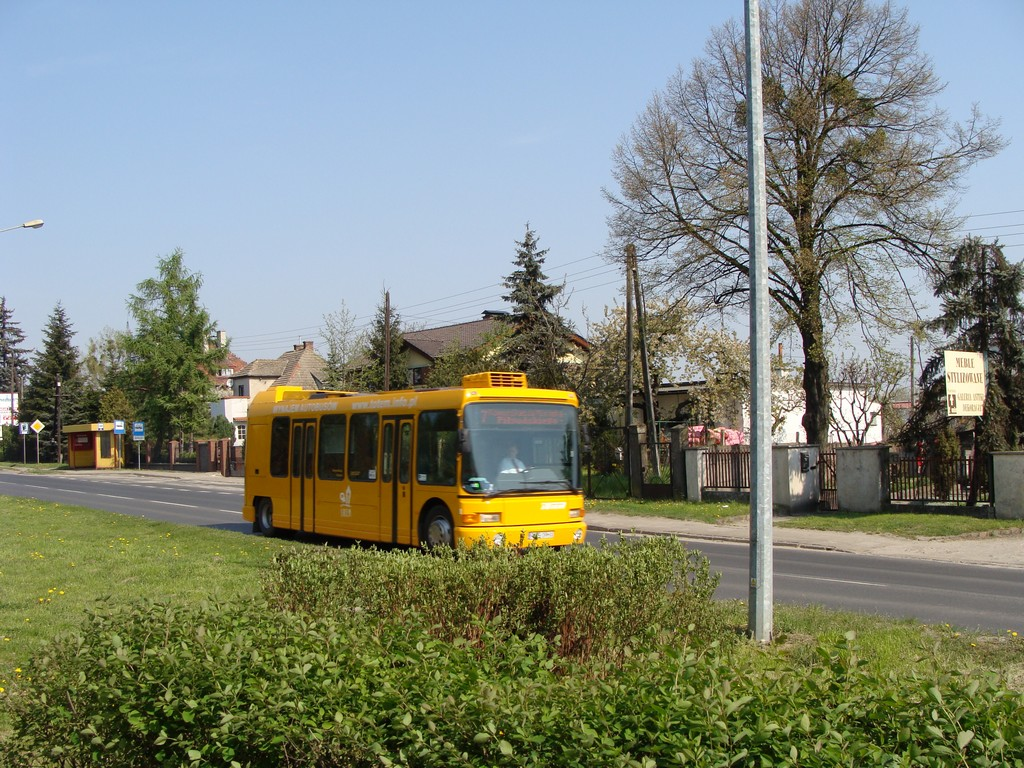
Un DAB 11-0860 S a Śrem

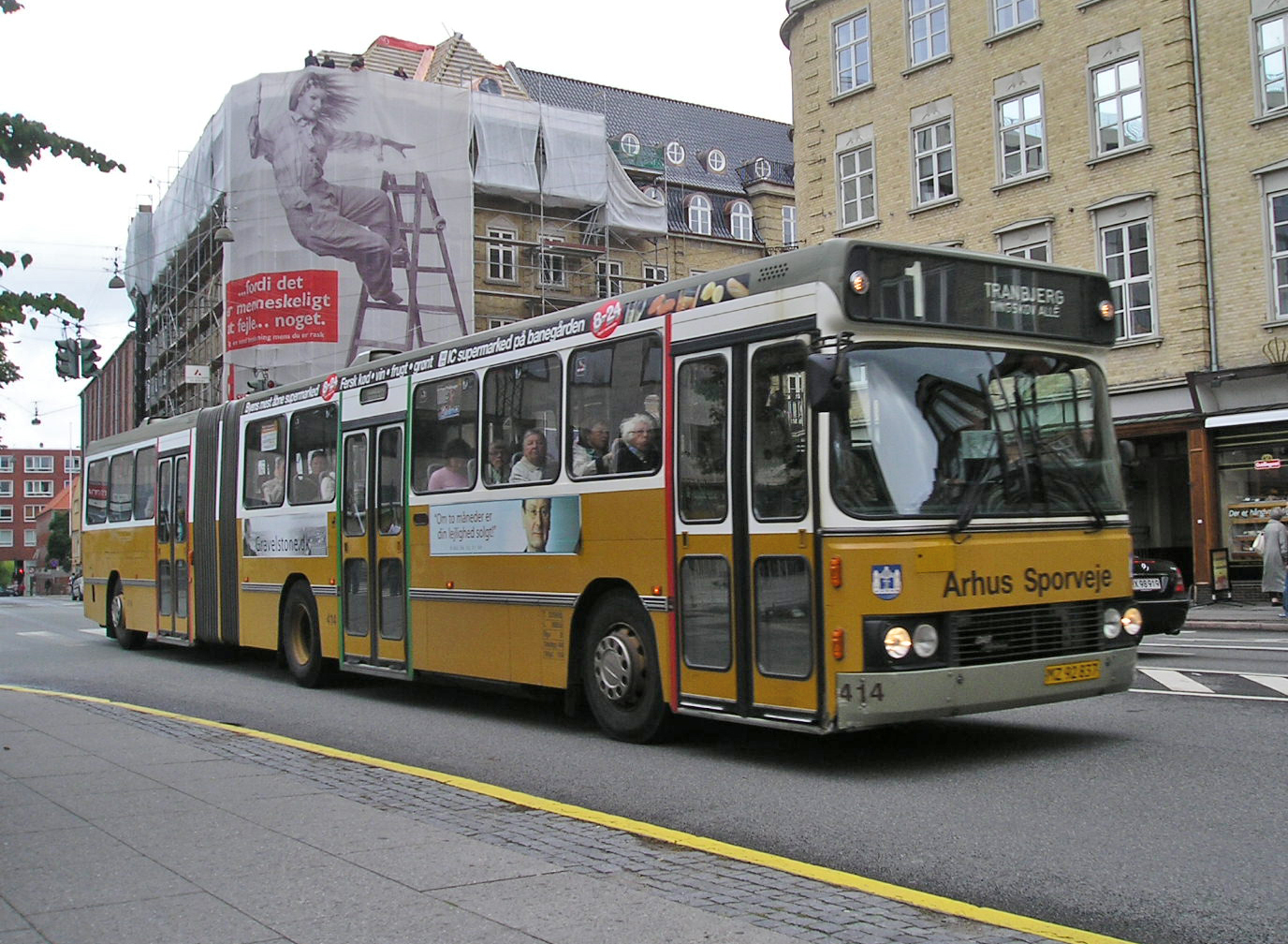
Un DAB 1800B

La DAB A/S (in Lingua danese: Dansk Automobil Byggeri A/S, "Costruzioni automobilistiche danesi società per azioni") è stato un costruttore di autobus danese con sede a Silkeborg, in attività dal 1912 al 2002.

## Storia
La DAB fu fondata nel 1912 dall'imprenditore tedesco J.W.Darr.
Dopo l'esordio come costruttore di camion la società si concentrò sul montaggio di carrozzerie da autobus su telai di camion Audi, Krupp e Büssing.
In questo modo la DAB divenne uno dei principali produttori europei fra le due guerre mondiali.
Nel 1953 la DAB cominciò a collaborare con la britannica Leyland Motors, utilizzando componenti e telai Leyland per i suoi bus.
Nel 1970 la Leyland acquistò la maggioranza nella DAB e ribattezzò l'azienda Leyland-DAB. I veicoli DAB furono utilizzati largamente in Gran Bretagna.
A partire dal 1964, la DAB aveva realizzato un modello standard di autobus urbano, principalmente per la città di Copenaghen.
Questi autobus, negli anni, furono prodotti in 7 modelli fino agli anni '90 e venduti anche ad aziende private.
Gli autobus DAB si caratterizzavano per la costruzione modulare interamente in lega di alluminio.
Con il declino della Leyland, la divisione Leyland DAB fu inclusa nella vendita della Leyland Bus alla Volvo.
Nel 1990 la DAB partecipò alla costituzione della United Bus con la DAF Bus, la Bova, la Den Oudsten e la Optare, ma con il fallimento del tentativo la DAB divenne ancora una azienda completamente danese.
Negli anni '90 con l'avvento degli autobus a telaio ribassato la DAB sviluppò un nuovo concetto di veicolo, il "Travelator", più tardi posto in vendita come "Servicebus".
Si trattava di un bus corto a pianale ribassato con le porte piazzate dietro le ruote anteriori. Anche le ruote posteriori potevano essere sterzanti.
Questo modello fu popolare guadagnando un certo numero di ordini per l'esportazione.
Nel 1995 la Scania acquistò la fabbrica e per un certo periodo i modelli DAB continuarono ad essere prodotti.
Nel 1997 la DAB Silkeborg fu rinominata Scania A/B, Silkeborg.
Nel 1999 la produzione dei modelli DAB fu interrotta in favore dei modelli OmniLink e OmniCity, mentre l'altro sito di produzione era a Katrineholm in Svezia. A causa dei ridotti ordini, nel 2002 la Scania vendette la fabbrica alla norvegese Vest Busscar, ponendo fine al nome DAB.